# Cốc Cốc
Cốc Cốc (trước đây có tên là Cờ Rôm+) là một trình duyệt web do Công ty trách nhiệm hữu hạn công nghệ Cốc Cốc của Việt Nam phát triển, dựa trên nền tảng mã nguồn mở Chromium của Google. Cốc Cốc sử dụng bộ máy tìm kiếm Cốc Cốc.
Tính đến năm 2020, trình duyệt này có hơn 25 triệu người đang dùng..
Trình duyệt Cốc Cốc có thể tải xuống qua App Store, Google Play hoặc website coccoc.com

## Tổng quan
Về cơ bản, các tính năng, chất lượng và độ ổn định của Cốc Cốc là khá tương đồng với Google Chrome do sử dụng chung một nhân là nền tảng mã nguồn mở Chromium, được xác nhận bởi báo chí như Dân trí, VnExpress, GenK, và cộng đồng công nghệ.
Cốc Cốc bổ sung các tính năng: hỗ trợ thêm dấu tự động và sửa lỗi chính tả khi gõ văn bản; tăng tốc độ tải tệp; tìm và tải tệp âm thanh và video từ các trang giải trí đa phương tiện; lướt web không giới hạn nhờ tính năng phân giải tên miền; tích hợp sẵn từ điển Anh-Việt.
Trang đánh giá sản phẩm công nghệ VnReview nhận xét: "Những bổ sung khá thực tế và sát với yêu cầu của người Việt Nam khiến cho Cốc Cốc trở nên đáng giá hơn."

## Lịch sử
- Phiên bản đầu tiên của trình duyệt Cốc Cốc được ra mắt vào ngày 14 tháng 12 năm 2012, dưới tên Cờ Rôm+ (phỏng theo /kroʊm/ của Chrome). Phiên bản này có giao diện tương tự như Google Chrome và bổ sung hai tính năng khác biệt là: tải file với tốc độ cao và tải file audio/video từ các trang web giải trí đa phương tiện.
- Phiên bản chính thức của trình duyệt được phát hành năm tháng sau vào ngày 14 tháng 5 năm 2013.[12]
- Hiện tại Cốc Cốc có phiên bản dành cho hệ điều hành Windows, MacOS, Android, iOS/iPadOS
- Theo nguồn tin chính thức từ Cốc Cốc, mỗi ngày có 80.000 lượt cài đặt trình duyệt Cốc Cốc. Trình duyệt hiện có 3 triệu lượt người dùng hằng ngày với hơn 25 triệu lượt mở new tab.
- Chỉ sau 2 tháng chính thức ra mắt, lượng người dùng Cốc Cốc đã vượt qua Opera [13] tại Việt Nam.Logo cũ của Cốc Cốc

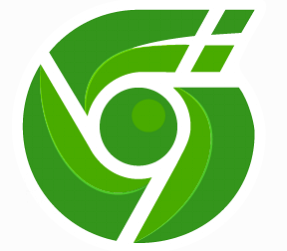
Logo cũ của Cốc Cốc

- Tháng 9 và tháng 12 năm 2013, lượng người dùng Cốc Cốc lần lượt vượt qua và dẫn trước trình duyệt Safari [14].
- Tháng 2 năm 2014, Cốc Cốc đã lọt vào top 3 trình duyệt phổ biến nhất Việt Nam theo dữ liệu của StatCounter với thị phần 10,94%.[15]
- 02 tháng 4 năm 2014, Cờ Rôm+ chính thức đổi tên thành trình duyệt Cốc Cốc, đồng thời cập nhật logo mới. Quyết định này nhằm thống nhất thương hiệu giữa các sản phẩm chính của công ty bao gồm: trình duyệt Cốc Cốc, công cụ tìm kiếm Cốc Cốc và ứng dụng bản đồ Maps [16].
- Tháng 9 năm 2014, Cốc Cốc vượt qua Mozila Firefox, trở thành trình duyệt đứng thứ 2 tại Việt Nam[17]
- Tháng 6 năm 2020, Cốc Cốc trên Mobile trở thành trình duyệt có lượng người dùng cao thứ 4 tại thị trường Việt Nam với 11,7 triệu lượt cài  đặt chỉ đứng sau Safari, Chrome và Samsung Internet Browser
- Tháng 10 năm 2020, Cốc Cốc đã có 25 triệu người dùng hàng ngày trên cả nền tảng Desktop và Mobile.

## Tính năng

### Tự động thêm dấu
Khi người dùng gõ một đoạn văn bản không dấu, Cốc Cốc sẽ đưa ra các gợi ý tiếng Việt có dấu tương ứng với độ chính xác cao, nhờ hệ thống phân tích thông minh cài đặt trên các máy chủ của Cốc Cốc. Do tính năng này chỉ được cài đặt cho các ô nhập liệu thông thường, người dùng hoàn toàn không phải lo lắng về nguy cơ rò rỉ mật khẩu của mình.
Đội ngũ phát triển Cốc Cốc kỳ vọng giải pháp thêm dấu tự động sẽ giúp người dùng Việt tăng tốc đáng kể các tác vụ phổ biến sử dụng trình duyệt như: soạn E-mail, chat, viết bài trên blog, forum, mạng xã hội... Theo tính toán của đội phát triển, tính năng này sẽ giúp tăng tốc độ gõ văn bản tới 50% cho người dùng bình thường (không có khả năng gõ phím 10 ngón) và 20% cho người dùng cao cấp.

### Vào Facebook
Để hỗ trợ truy cập Facebook ổn định, Cốc Cốc được trang bị cơ chế dự trữ phân giải tên miền đặc biệt, cho phép tự động xử lý hệ thống phân giải tên miền (DNS), nhằm giải quyết những cản trở truy cập website thường gặp ở các trình duyệt khác. Nhờ đó, người dùng Cốc Cốc sẽ có các trải nghiệm lướt web không giới hạn giống như khi họ sử dụng các trình duyệt thông thường có kèm theo các phần mềm bổ trợ như Hotspot Shield hay Ultrasulf.

### Tính năng Download Media
Cốc Cốc có khả năng bắt liên kết tự động, cho phép người dùng tải các tệp tin âm thanh, video khi nghe nhạc, xem phim,... trên các trang mạng giải trí đa phương tiện. Đối với các trang cung cấp nhiều hơn một định dạng, ví dụ như YouTube, có thể chọn tùy chọn tải xuống với chất lượng full HD hay HD, FLV, 3GP,... Một tiện lợi khác là khả năng tải toàn bộ album nhạc tại chỗ. Người dùng tính năng tải thường xuyên có thể chọn tải nhanh chỉ với một lần nhấp chuột.

#### Download Nhanh
Cốc Cốc cho phép người dùng tải tệp nhanh hơn nhờ tích hợp giải pháp tải tệp đa luồng, tương tự như phần mềm tăng tốc độ tải dữ liệu phổ biến hiện nay là IDM. Với 8 luồng song song, tốc độ tải tệp của Cốc Cốc có thể nhanh gấp 8 lần bình thường. Đây là một trong những cải tiến vượt trội của Cốc Cốc kể từ thời điểm ra mắt phiên bản đầu tiên . Tuy nhiên cần lưu ý, tốc độ thực tế sẽ phụ thuộc vào tốc độ đường truyền và giới hạn băng thông của máy chủ lưu trữ file.

#### Download Torrent
Cốc Cốc có thể tải tệp torrent trực tiếp trên trình duyệt mà không cần đến phần mềm của bên thứ ba như BitTorrent hay MTorrent. Ngoài ra, người dùng cũng có thể chuyển tệp từ máy tính có cài Côc Cốc sang điện thoại sử dụng trình duyệt Cốc Cốc Mobile.

### Chính tả
Nhằm tăng cường hỗ trợ Tiếng Việt, khi người dùng soạn thảo bất cứ văn bản nào trên trình duyệt, Cốc Cốc sẽ tự động phát hiện các lỗi chính tả mắc phải, gạch chân màu đỏ và gợi ý cách viết đúng, với độ chính xác 94%. Người dùng có thể tự chỉnh sửa, hoặc nhấp đúp vào từ bị sai để trình duyệt tự động sửa lỗi. Các thử nghiệm cho thấy cứ 100 trường hợp kiểm tra lỗi chính tả tiếng Việt, thì Cốc Cốc cho kết quả sửa lỗi tương đương hoặc tốt hơn Google Chrome trong 97 trường hợp. Theo ước tính của nhóm phát triển, tính năng này giúp người dùng tiết kiệm khoảng 4-10 ngày một năm cho thời gian đánh máy và chỉnh sửa văn bản.

### Tra từ điển
Khi người dùng nháy đúp chuột trái vào một từ tiếng Anh hoặc chữ Hán, một hộp thông tin nhỏ sẽ xuất hiện giúp tra cứu nhanh nghĩa, cách phát âm (đối với tiếng Anh), phiên âm và cách viết (đối với chữ Hán. Thao tác tương tự với giá tiền nước ngoài sẽ làm xuất hiện một hộp hiển thị chuyển đổi ngoại tệ sang Việt Nam đồng và một số ngoại tệ khác.

### Tính năng đọc tin trên trình duyệt Cốc Cốc
Sau hơn một năm ra mắt, tính năng Cốc Cốc Đọc Tin (hay còn gọi là Trình đọc báo cá nhân hóa) đã nhận được sự hưởng ứng tích cực của hơn 6 triệu người dùng với hơn 160 triệu lượt click vào các tin bài được hiển thị mỗi tháng.Nhờ ứng dụng sâu AI vào quá trình vận hành, Cốc Cốc Đọc Tin có khả năng phân tích sở thích xem tin tức của người dùng thông qua hành động đánh giá bài viết, trang báo thường truy cập và chủ đề được quan tâm. Sau đó, hệ thống sẽ quét hàng nghìn trang báo điện tử, bản tin, blog, video blog và chỉ tổng hợp lại những tin người dùng muốn đọc trên tab mới.
Ví dụ, nếu gần đây bạn thường đọc các bài báo về sự kiện bầu cử Tổng thống ở Mỹ, bạn sẽ nhận được nhiều hơn các nội dung liên quan đến chủ đề này trên tab mới, do đó không bỏ lỡ các tin tức, bình luận nóng hổi trong nước và quốc tế.
Tháng 10 năm 2020, Cốc Cốc chính thức nâng cấp tính năng Cốc Cốc Đọc Tin lên phiên bản 2.0. Dựa trên các ý kiến khảo sát, Cốc Cốc điều chỉnh cách thức hiển thị nội dung nhằm cung cấp thêm dữ kiện cho AI "học" thói quen tiêu thụ nội dung, từ đó đề xuất tin tức phù hợp hơn với sở thích của người dùng.

### Tính năng lọc quảng cáo trên Cốc Cốc
Mỗi ngày, bạn tiếp cận với hàng nghìn quảng cáo trực tuyến. Quảng cáo có nội dung không liên quan, quảng cáo tiềm ẩn rủi ro như quảng cáo bán hàng sai sự thật, quảng cáo mang tính chất lừa đảo như đầu tư tiền ảo, dự đoán kết quả xổ số. Hơn nữa là những quảng cáo chứa mã độc nằm ở các vị trí "hiểm hóc" mà bạn rất dễ bấm nhầm. Do đó, tính năng lọc quảng cáo được mặc định kích hoạt trên Cốc Cốc giúp bạn giảm thiểu các rủi ro trên.
Tính năng này cho phép trình duyệt hiển thị ít quảng cáo gây phiền nhiễu hơn như banner quảng cáo che mất nội dung website hay pop-up, video quảng cáo tự động bật tiếng. Tuy nhiên, phần lớn các website cung cấp nội dung miễn phí đều duy trì hoạt động từ nguồn thu nhập chính là quảng cáo. Vì vậy, tính năng lọc quảng cáo vẫn cho phép hiển thị các quảng cáo "chấp nhận được", hay các quảng cáo không làm phiền và cản trở nội dung đang xem, mang lại giải pháp cân bằng giữa trải nghiệm người dùng và quyền lợi của người làm website.
Từ tháng 6 năm 2020, Cốc Cốc đã tích hợp công nghệ Adblock Plus nhằm nâng cấp tính năng lọc quảng cáo trên trình duyệt. Adblock Plus là tiện ích lọc quảng cáo, chặn phần mềm độc hại và vô hiệu hóa các yếu tố theo dõi.

### Tor
Tính năng này hiện vẫn đang trong giai đoạn thử nghiệm. Chế độ ẩn danh với Tor nhằm nâng cao tính bảo mật và riêng tư cho người dùng.

### AI Chat và AI Search
Ngày 30 tháng 5 năm 2023, Cốc Cốc chính thức giới thiệu bộ đôi sản phẩm Cốc Cốc AI Chat và Cốc Cốc AI Search tới người dùng, đánh dấu cú chuyển mình ấn tượng sau 10 năm xây dựng và phát triển tại thị trường Việt Nam.
Đây là 2 sản phẩm đầu tiên trong hệ sinh thái Cốc Cốc AI Lab, bộ phận nghiên cứu và phát triển các sản phẩm trí tuệ nhân tạo do Cốc Cốc mới thành lập, với mục tiêu giúp người dùng tận hưởng nhiều lợi ích hơn từ không gian số.
Cốc Cốc AI Lab sẽ đảm nhiệm sứ mệnh nghiên cứu, phát triển và tích hợp những sản phẩm ứng dụng công nghệ trí tuệ nhân tạo (AI) mới nhất, tiện lợi nhất trên trình duyệt và công cụ tìm kiếm Cốc Cốc. Đặc biệt, người dùng sẽ được trải nghiệm các ứng dụng này hoàn toàn miễn phí.
Cốc Cốc AI Chat là chatbot ứng dụng mô hình ngôn ngữ lớn (Large Language Model - LLM), được phát triển dựa trên mô hình GPT 3.5 và dữ liệu từ tìm kiếm Cốc Cốc. Nhờ vậy, sản phẩm có khả năng cung cấp câu trả lời bằng văn bản nhanh, cập nhật và chính xác. Sản phẩm hỗ trợ tốt nhất cho ngôn ngữ tiếng Việt và có hỗ trợ dịch truy vấn bằng tiếng Anh để trả lời bằng tiếng Việt.
Điểm khác biệt nổi bật của Cốc Cốc AI Chat nằm ở năng lực hiểu tiếng Việt và xử lý linh hoạt, chính xác những nội dung truy vấn mang đặc trưng văn hóa Việt Nam, điểm hạn chế của hầu hết các sản phẩm tương tự trên thị trường. Bằng việc đưa ra phản hồi tự nhiên, gần gũi, Cốc Cốc AI Chat có thể hỗ trợ người dùng như một trợ lý AI người Việt.
Người dùng có thể trò chuyện với Cốc Cốc AI Chat để tham khảo câu trả lời về đa dạng chủ đề, sáng tạo nội dung, xử lý các tác vụ liên quan đến ngôn ngữ như tóm tắt, dịch văn.
Cốc Cốc AI Search là tính năng cung cấp câu trả lời bằng cách sử dụng AI để tóm tắt nội dung từ các kết quả liên quan đến truy vấn của người dùng, cho phép người dùng nhận kết quả nhanh, chính xác và an toàn hơn mà không phải truy cập nhiều trang web.

### Khác
- Ghim video: tách riêng khung phát video thành một cửa sổ riêng, cho phép người dùng vừa xem video vừa làm việc khác.[cần dẫn nguồn]
- Newtab 4.0: Trang tab mới sẽ tổng hợp những nội dung được cá nhân hóa từ các trang báo mạng, bản tin và blog.[5] Bản update mới nhất Cốc Cốc đã update tính năng này dành riêng cho người Việt, không còn phụ thuộc vào Yandex như trước.

## Vấn đề
- Để phục vụ tính năng thêm dấu và soát lỗi chính tả, trình duyệt phải gửi văn bản mà người dùng nhập về địa chỉ https://spell.itim.vn/ để xử lí. Vấn đề này đã gây nhiều tranh cãi.[30][31]
- Tính năng bỏ qua DNS nhận được sự quan tâm rất lớn từ cộng đồng. Người dùng phản hồi về tính năng này là thiết thực nhất liên quan đến việc truy cập Facebook không ổn định ở Việt Nam, vì nhanh hơn và tiện lợi hơn nhiều so với việc bổ sung các phần mềm thông thường như Hotspot Shield hay Ultrasurf, thường mang lại một số tác dụng phụ như kết nối Internet chậm hoặc quảng cáo từ bên thứ ba.
- Người dùng đón nhận việc tải xuống phương tiện miễn phí và tốc độ cao. Tuy nhiên, việc tìm kiếm và tải xuống nội dung phương tiện từ mọi trang web có phần gây tranh cãi về các vấn đề bản quyền có thể phát sinh trong tương lai. Lập luận phản bác là, vì nhiều tiện ích bổ sung cho Firefox có chức năng tương tự vẫn được coi là hợp pháp, nên không có lý do chắc chắn nào để phản đối tính năng này.